# Kampesten
 "Kamp" omdirigeres hertil. For andre betydninger af Kamp, se Kamp (flertydig).
Kampesten eller bare kamp er en betegnelse for store utilhuggede natursten med en størrelse på ca. 45 cm+, som blandt andet bruges i byggeri. Stenene er typisk af granit eller gnejs. Kampestenene blev eksempelvis anvendt som bygningsmateriale til romanske landsbykirker. Sten bliver i dag også anvendt som sikring mod erosion. Ordet kamp kommer af et oldnordisk ord, som er beslægtet med kumbr, hvilket betyder træklods.